# قائمة فوربس للمليارديرات في 2010
هذه قائمة فوربس للمليارديرات 2010 تنشرها مجلة فوربس الأمريكية لسنة 2010، وهذه المجلة تجمع مليارديرات الأرض، باستثناء أفراد العائلات المالكة (إلا إذا كانت مصادر أموالهم خاصة)، وتصنف أموالهم بالمليار دولار أمريكي.

أغنى 5 أشخاص في العالم
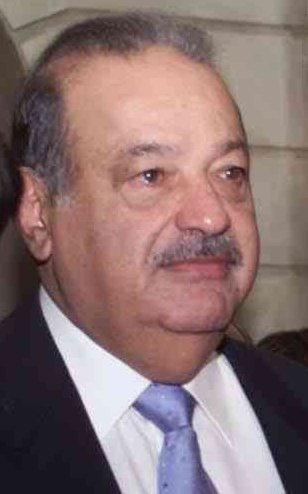
كارلوس سليم حلو (المكسيك)
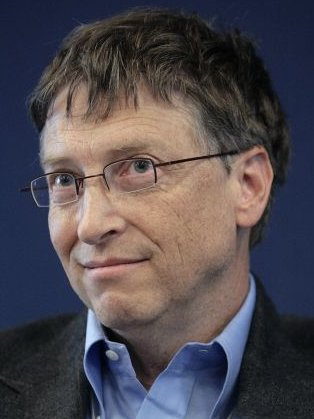
بيل غيتس (الولايات المتحدة)
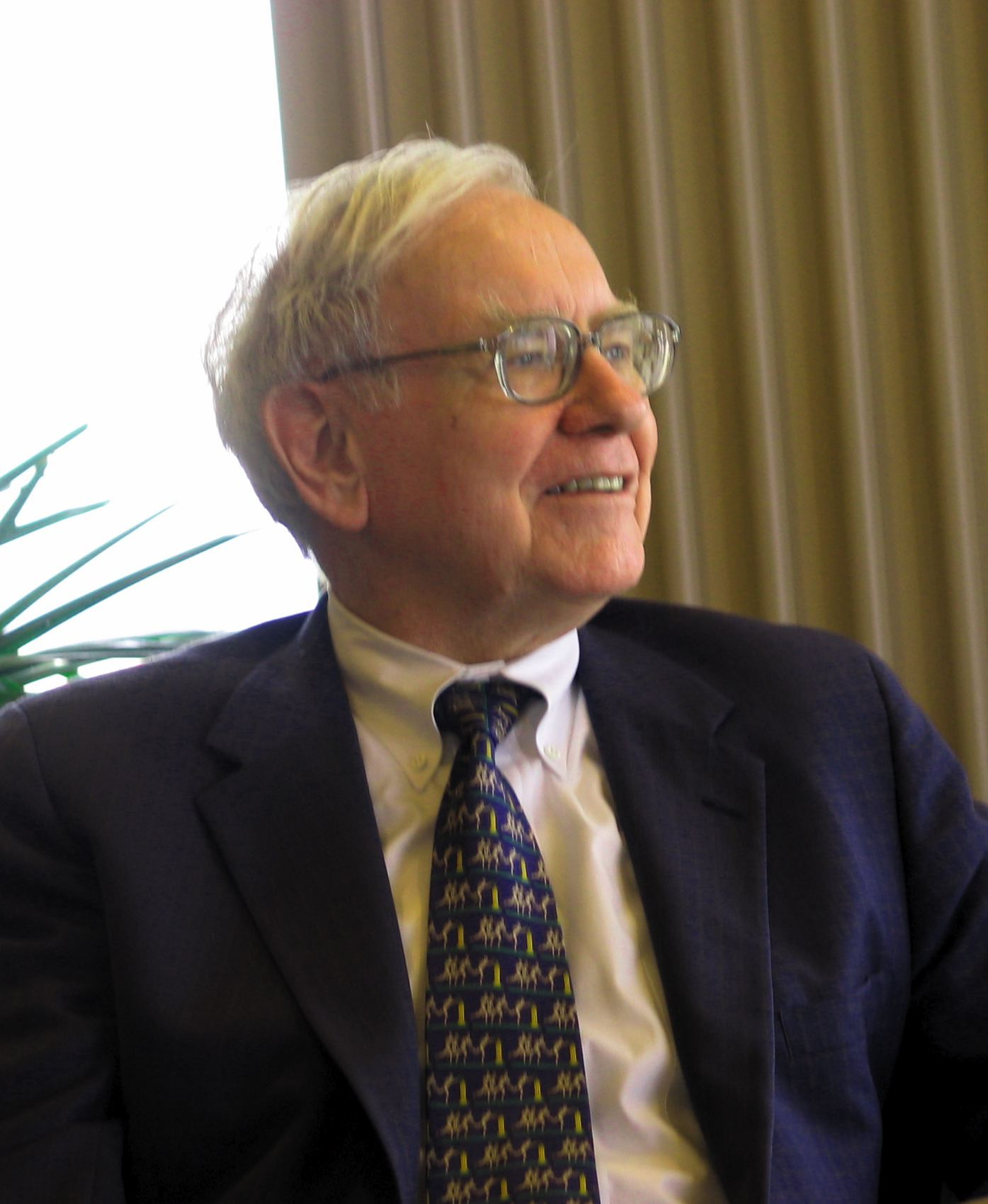
وارن بافت (الولايات المتحدة)
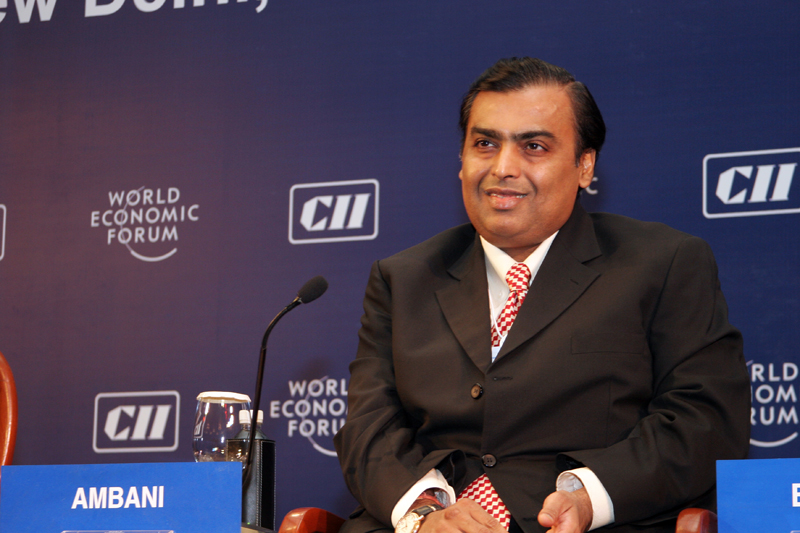
موكيش أمباني (الهند)
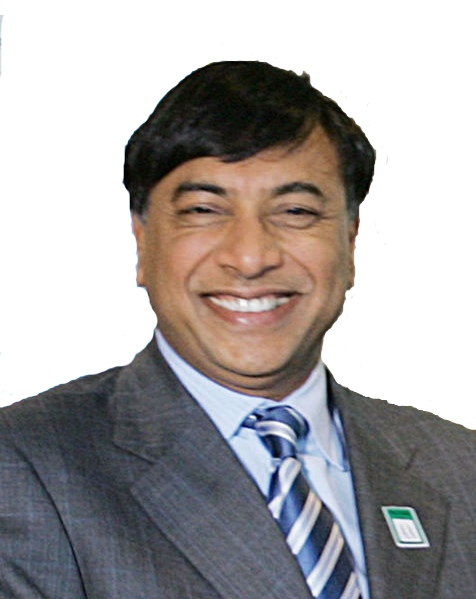
لاكشمي ميتال (الهند)

## أغنى أغنياء العالم
هذه قائمة أغنى أغنياء العالم (المليرديرات) كما هي في 12 فبراير 2010، وهي لا تشمل أي تعديل بعد هذا التاريخ. تحتوي قائمة هذه السنة على 1011 اسما.
| Legend | Legend                          |
| الرمز  | الشرح                           |
| ------ | ------------------------------- |
|        | لم يتغير من قائمة 2009.         |
| ▲      | أرتفع في الترتيب من قائمة 2009. |
| ▼      | أنخفض في الترتيب من قائمة 2009. |

| الترتيب | الاسم                 | القمية الصافية (دولار أمريكي) | العمر | الجنسية          | مصادر الثروة                     |
| ------- | --------------------- | ----------------------------- | ----- | ---------------- | -------------------------------- |
| 1 ▲     | كارلوس سليم           | 53.5 مليار دولار أمريكي ▲     | 70    | المكسيك          | تلمكس، أمريكا موفيل، جروبو كارسو |
| 2 ▼     | بيل غيتس              | 53.0 مليار دولار أمريكي ▲     | 54    | الولايات المتحدة | مايكروسوفت                       |
| 3 ▼     | وارن بافت             | 47.0 مليار دولار أمريكي ▲     | 80    | الولايات المتحدة | بيركشير هاثاواي                  |
| 4 ▲     | موكيش أمباني          | 29.0 مليار دولار أمريكي ▲     | 53    | الهند            | ريلاينس                          |
| 5 ▲     | لاكشمي ميتال          | 28.7 مليار دولار أمريكي ▲     | 60    | الهند            | آرسيلور ميتال                    |
| 6 ▼     | لاري إليسون           | 28.0 مليار دولار أمريكي ▲     | 63    | الولايات المتحدة | أوراكل                           |
| 7 ▲     | برنارد أرنولت         | 27.5 مليار دولار أمريكي ▲     | 61    | فرنسا            | إل في إم إتش                     |
| 8 ▲     | إيك باتيستا           | 27.0 مليار دولار أمريكي ▲     | 53    | البرازيل         | مجموعة إي بي إكس                 |
| 9 ▲     | أمانسيو أورتيجا جاونا | 25.5 مليار دولار أمريكي ▲     | 74    | إسبانيا          | مجموعة إنديتكس                   |
| 10 ▼    | كارل ألبريشت          | 23.5 مليار دولار أمريكي ▲     | 90    | ألمانيا          | ألدي                             |